# فنان الشعب في الاتحاد السوفيتي

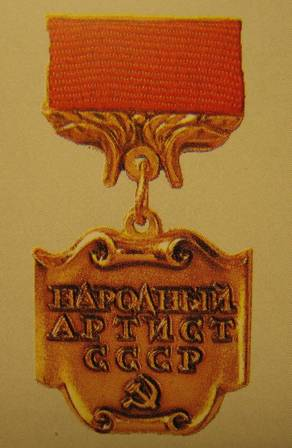
ميدالية فنان الشعب في الاتحاد السوفيتي

 فنان الشعب في الاتحاد السوفيتي (بالروسية: Наро́дный арти́ст СССР)‏, Narodný artist SSSR) يُمكن ترجمتها في بعض الأحيان الفنان القومي للاتحاد السوفيتي، كان اللقب الفخري المُعطي لعدد من الفنانين في الاتحاد السوفيتي.